# Elastyna
Elastyna – hydrofobowe białko strukturalne o budowie fibrylarnej (skleroproteina), które występuje w tkance łącznej. Jest głównym składnikiem ścięgien, więzadeł, tkanki płucnej oraz ścian większych naczyń krwionośnych. Ze względu na obecność elastyny tkanki w nią obfitujące po rozciągnięciu lub ściśnięciu odzyskują swój pierwotny kształt i wielkość (na przykład skóra). Występuje u wszystkich kręgowców z wyjątkiem bezżuchwowców (np. minogów), nie stwierdzono natomiast jego obecności u żadnych bezkręgowców.
Składa się z około 750 reszt aminokwasowych, z których (podobnie jak w kolagenie) znaczną część stanowią prolina (13%) i glicyna (34%), jednak w odróżnieniu od kolagenu jest mało hydroksyproliny, a nie ma w ogóle hydroksylizyny. Cząsteczki elastyny są wydzielane przez fibroblasty do macierzy pozakomórkowej. Nieusieciowana (niedojrzała) forma elastyny to rozpuszczalna w wodzie tropoelastyna. Sąsiadujące łańcuchy polipeptydowe elastyny połączone są ze sobą w elastyczną sieć za pomocą desmozyny, która wiąże 2 reszty lizyny z jednego łańcucha i 2 reszty lizyny z drugiego łańcucha (sieciowanie katalizuje oksydaza lizylowa).
Gen kodujący tropoelastynę u człowieka znajduje się na chromosomie 7, locus 7q11.2 i zawiera 34 eksony.
Jest bardzo słabo rozpuszczalna i odporna biochemicznie, a jej okres połowicznego rozpadu w płucach wynosi ok. 70 lat, jednak skraca się wraz z wiekiem, zwłaszcza u osób cierpiących na przewlekłą obturacyjną chorobę płuc. Znane są trzy typy degradacji tego białka:
- chemiczna (poza organizmem), np. za pomocą KOH lub kwasu szczawiowego
- enzymatyczna – przez niektóre proteazy obecne w organizmie (proteazy serynowe, proteazy cysteinowe i MMP), wykazujące aktywność elastaz[7]; ulega też hydrolizie przez ficynę, papainę i bromelainę[1]
- przez reaktywne formy tlenu (ROS), które mogą powstawać np. pod wpływem promieniowania UV, stanów zapalnych lub infekcji bakteryjnych i wirusowych.

W wyniku rozpadu elastyny powstają liczne krótkołańcuchowe peptydy (ang. elastin-derived peptides, EDPs) o szerokim działaniu biologicznym, np. wpływając na proliferację, aktywność metaboliczną, ekspresję MMP, a nawet śmierć komórki. Najczęściej powstającym produktem degradacji elastyny jest heksapeptyd o sekwencji Val-Gly-Val-Ala-Pro-Gly (VGVAPG). Znalazł on zastosowanie w produktach kosmetycznych.